# Hrabstwo Cameron (Pensylwania)
Cameron – hrabstwo w stanie Pensylwania w USA. Populacja liczy 5085 mieszkańców (stan według spisu z 2010 roku).
Powierzchnia hrabstwa to 1033 km² (w tym 5 km² stanowią wody). Gęstość zaludnienia wynosi 4,9 osoby/km².

## Miejscowości

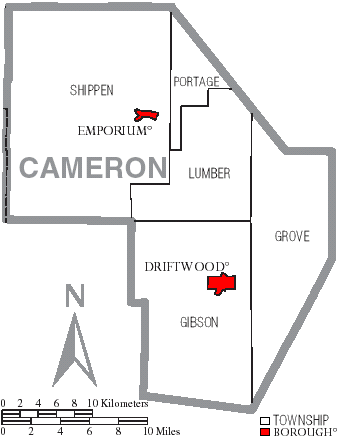
Rozmieszczenie miast i Broughs na mapie hrabstwa

### Boroughs
| - Driftwood - Emporium |